# Julianów (gmina Góra Kalwaria)
Julianów – wieś w Polsce położona w województwie mazowieckim, w powiecie piaseczyńskim, w gminie Góra Kalwaria.
| SIMC    | Nazwa     | Rodzaj    |
| ------- | --------- | --------- |
| 0001643 | Kiełbaska | część wsi |

W latach 1975–1998 miejscowość należała administracyjnie do województwa warszawskiego.